# Museum van de Filipijnse politieke geschiedenis

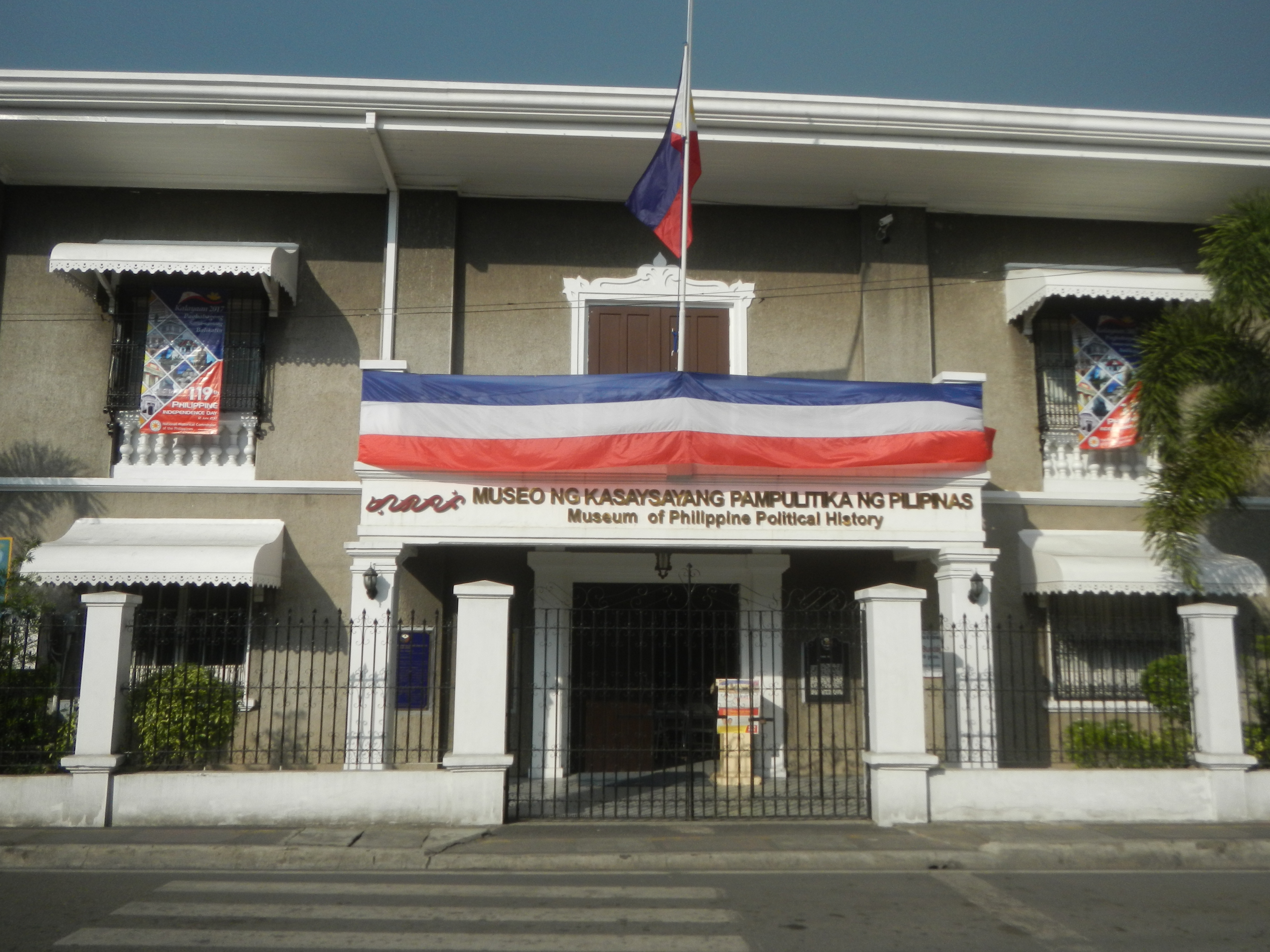
Museum van de Filipijnse politieke geschiedenis

Het Museum van de Filipijnse politieke geschiedenis (Engels: Museum of Philippine Political History) is een museum in de Filipijnen waar de politieke geschiedenis van de Filipijnen wordt gepresenteerd.
Het museum is gevestigd op het terrein van het National Historical Institute in T.M. Kalaw Street in de wijk Ermita in Manilla en behandelt de Filipijnse geschiedenis van prehistorische tijden tot de huidige tijd door deze in vijf perioden te verdelen. In het museum zijn foto's, geluidsopnamen en spullen van opvallende gebeurtenissen uit de Filipijnse geschiedenis te zien. Voorbeelden zijn de ambahan, de vroegere dichtkunst op bamboe via opnamen van de inauguratie van president Manuel Quezon tot film en fotobeelden van de EDSA-revolutie die een einde aan het bewind van Ferdinand Marcos bracht.